# 유로파 유로파
《유로파 유로파》(Europa Europa)는 폴란드에서 제작된 아그네츠카 홀란드 감독의 1990년 드라마, 전쟁 영화이다. 1989년 솔로몬 페렐(Solomon Perel)의 자서전에 기반을 둔다. 마르코 호프슈나이더 등이 주연으로 출연하였고 아르투르 브라우너 등이 제작에 참여하였다.

## 출연

### 주연
- 마르코 호프슈나이더

### 조연
- 안드레 윌름스
- 애쉬리 워닝거
- 클라우스 아브라모스키
- 미셀 그레이제르
- 델피네 포레스트
- 레네 호프슈나이더
- 줄리 델피
- 한스 지쉴러

## 기타
- 프로듀서: 류 리윈
- 프로듀서: 야누시 모르겐스테른
- 미술: 알란 스타스키
- 의상: 위슬라와 스타스키

## 한국어 더빙 성우진(MBC, 2001년 3월 11일)
- 김영선 - 솔리(솔로몬) (마르코 호프슈나이더)
- 손원일 - 이삭 (레네 호프슈나이더)
- 김서영 - 레니 (줄리 델피)
- 전국근
- 전임복
- 이종혁
- 황윤걸
- 윤복성
- 이철용
- 장성호
- 김아영
- 김용준
- 송준석
- 이상범
- 고성일
- 김지영
- 노계현
- 표영재